# Dej
Dej (njem.; Desch, Burglos, mađ.; Dés) je grad u županiji Cluj u Rumunjskoj. Treći grad po veličini u županiji nakon Cluja i Turde.

## Zemljopis
Grad se nalazi u sjevernom dijelu povijesne pokrajine Transilvanije, oko 80 km sjeverno od županijskog središta Cluja. Nalazi u kotlini rijeke Samoš, na ušću manje rijeke Manastirea u ovu veliku rijeku. Sjeverno od grada izdiže se planinski masiv Karpati, a južno se pruža brjegovito područje središnje Transilvanije.

## Stanovništvo
Prema popisu stanovništva iz 2002. godine grad je imao 38.437 stanovnika. Većinsko stanovništvo u Rumunji (85,03%), s mađarskom (14,11%) manjinom. Početkom 20. stoljeća većinsko stanovništvo činili su Mađari.

## Vanjske poveznice
- Službena stranica grada

### Ostali projekti
|  | Zajednički poslužitelj ima još gradiva o temi Dej |